# Xanthorhoe infuscata
Xanthorhoe infuscata är en fjärilsart som beskrevs av Louis Beethoven Prout 1914. Xanthorhoe infuscata ingår i släktet Xanthorhoe och familjen mätare. Inga underarter finns listade i Catalogue of Life.